# Zeta Gruis
Zeta Gruis (77 Gruis) é uma estrela na direção da constelação de Grus. Possui uma ascensão reta de 23h 00m 52.87s e uma declinação de −52° 45′ 14.8″. Sua magnitude aparente é igual a 4.11. Considerando sua distância de 112 anos-luz em relação à Terra, sua magnitude absoluta é igual a 1.42. Pertence à classe espectral G8III.